# 5e étape du Tour d'Italie 2007
La 5e étape du Tour d'Italie 2007 a eu lieu le 17 mai dans les régions Campanie et Latium. Le parcours de 172 kilomètres relie Teano à Frascati.

## Récit
Le peloton du Tour d'Italie bénéficie d'une journée de transition entre Teano, dans la province de Caserte, en Campanie, et Frascati, dans la province de Rome, au Latium. Cette étape est toute plate, seulement marquée par une bosse à une quinzaine de kilomètres de l'arrivée. 
Pour l'heure, Robbie McEwen (Predictor-Lotto) et Alessandro Petacchi (Team Milram) sont à égalité, une victoire partout, mais d'autres sprinters grognent en silence et rêvent de l'emporter dans un final tourmenté, les organisateurs ayant eu l'idée déraisonnable de tracer leur dernier kilomètre dans des rues étroites et sinueuses, parsemées de courbes en zigzag.
Pour animer la course, on peut compter depuis le départ de ce Tour d'Italie sur l'équipe italo-russe Tinkoff Credit Systems. Pas une échappée matinale ne s'est dégagée depuis le lancement de la course rose sans la présence de l'un ou l'autre des membres du groupe sportif de deuxième division. Mikhail Ignatiev (Tinkoff) décide de fournir des efforts en tête de course. Il attaque au 15e kilomètre en compagnie du Français Mickaël Buffaz (Cofidis). Présents tous les deux dans la longue échappée qui avait marqué la troisième étape du Tour d'Italie entre Barumini et Cagliari, les deux baroudeurs se lancent dans un nouveau rallye à l'issue bien définie. Les deux coureurs auront une avance maximale de cinq minutes et demie pour avance maximale, avant un retour du peloton.
Intenable, Mikhail Ignatiev refuse de se contenter d'une telle fatalité. L'ancien champion du monde Espoirs du contre-la-montre préfère s'isoler en abandonnant Mickaël Buffaz à son triste sort à 55 kilomètres de l'arrivée. Évidemment, le peloton n'a pas l'intention de se laisser attendrir par les efforts fournis en tête de course par le rouleur russe. La poursuite est engagée avec virulence, ce qui rapproche très vite le peloton du dernier attaquant matinal. Logiquement, Mikhail Ignatiev est rejoint à 18 kilomètres de l'arrivée, après une vaine échappée de 135 kilomètres. Les équipes de sprinters n'ont alors plus qu'à entrer en scène pour contrôler le final vers Frascati et permettre au peloton de parvenir groupé sous la flamme rouge pour un dernier kilomètre tortueux.
Ca frotte énormément dans les multiples virages de la dernière borne. La route n'est pas bien large et les sprinters se sentent à l'étroit dans les courbes qui projettent le peloton tantôt à droite, tantôt à gauche. Et finalement, Alessandro Petacchi comme Robbie McEwen vont devoir lever le pied. L'Italien est tassé contre les barrières et doit couper son effort au plus mauvais moment. Plus malin, l'Australien tente de s'infiltrer dans une voie laissée sans surveillance au milieu de la chaussée, mais il est surpris par une brusque remontée de Robert Förster (Gerolsteiner), qui s'y introduit à sa place. Il n'y a pas de place pour deux et Robbie McEwen doit à son tour se relever. Un boulevard s'ouvre devant les roues de Robert Förster, sorti de loin et qui trouve juste le temps de sauter Thor Hushovd (Crédit agricole) pour remporter l'étape.
Danilo Di Luca conserve le Maillot Rose avant une étape semi-montagneuse le lendemain entre Tivoli et Spoleto (181 km).
- Source : Velo101.com

## Classement de l'étape
| \| 1. \| Robert Förster \| Allemagne \| en \| 4 h 17 min 02 s \| \| 2. \| Thor Hushovd \| Norvège \| + \| m.t. \| \| 3. \| Alessandro Petacchi \| Italie \| \| m.t. \| \| 4. \| Danilo Napolitano \| Italie \| \| m.t. \| \| 5. \| Robbie McEwen \| Australie \| \| m.t. \| \| 6. \| Alexandre Usov \| Kazakhstan \| \| m.t. \| \| 7. \| Maximiliano Richeze \| Argentine \| \| m.t. \| \| 8. \| Alexandre Pichot \| France \| \| m.t. \| \| 9. \| Juan José Haedo \| Argentine \| \| m.t. \| \| 10. \| Oscar Gatto \| Italie \| \| m.t. \| |                     |            |    |                 |
| 1. | Robert Förster      | Allemagne  | en | 4 h 17 min 02 s |
| 2. | Thor Hushovd        | Norvège    | +  | m.t.            |
| 3. | Alessandro Petacchi | Italie     |    | m.t.            |
| 4. | Danilo Napolitano   | Italie     |    | m.t.            |
| 5. | Robbie McEwen       | Australie  |    | m.t.            |
| 6. | Alexandre Usov      | Kazakhstan |    | m.t.            |
| 7. | Maximiliano Richeze | Argentine  |    | m.t.            |
| 8. | Alexandre Pichot    | France     |    | m.t.            |
| 9. | Juan José Haedo     | Argentine  |    | m.t.            |
| 10. | Oscar Gatto         | Italie     |    | m.t.            |

## Classement général
| \| 1. \| Danilo Di Luca \| Italie \| 14 h 26 min 10 s \| \| 2. \| Franco Pellizotti \| Italie \| +26 \| \| 3. \| Andrea Noè \| Italie \| +35 \| \| 4. \| Vincenzo Nibali \| Italie \| m.t. \| \| 5. \| Andy Schleck \| Luxembourg \| +53 \| \| 6. \| Damiano Cunego \| Italie \| +54 \| \| 7. \| David Zabriskie \| États-Unis \| +1 s 03 \| \| 8. \| Paolo Savoldelli \| Italie \| +1 s 07 \| \| 9. \| Eddy Mazzoleni \| Italie \| m.t. \| \| 10. \| Andrey Mizourov \| Kazakhstan \| m.t. \| |                   |            |                  |
| 1. | Danilo Di Luca    | Italie     | 14 h 26 min 10 s |
| 2. | Franco Pellizotti | Italie     | +26              |
| 3. | Andrea Noè        | Italie     | +35              |
| 4. | Vincenzo Nibali   | Italie     | m.t.             |
| 5. | Andy Schleck      | Luxembourg | +53              |
| 6. | Damiano Cunego    | Italie     | +54              |
| 7. | David Zabriskie   | États-Unis | +1 s 03          |
| 8. | Paolo Savoldelli  | Italie     | +1 s 07          |
| 9. | Eddy Mazzoleni    | Italie     | m.t.             |
| 10. | Andrey Mizourov   | Kazakhstan | m.t.             |

## Classements annexes
| Classement par points      | Total  |
| -------------------------- | ------ |
| Alessandro Petacchi Italie | 57 pts |
| Robbie McEwen Australie    | 54 pts |
| Robert Förster Allemagne   | 45 pts |

| Classement de la montagne | Total  |
| ------------------------- | ------ |
| Danilo Di Luca Italie     | 15 pts |
| Riccardo Riccò Italie     | 10 pts |
| Pavel Brutt Russie        | 8 pts  |

| Classement du meilleur jeune | Total            | Total            |
| ---------------------------- | ---------------- | ---------------- |
| Vincenzo Nibali Italie       | 18 h 43 min 47 s | 18 h 43 min 47 s |
| Andy Schleck Luxembourg      | +                | 18 s             |
| Riccardo Riccò Luxembourg    |                  | 58 s             |

| Classement par équipes | Total            | Total            |
| ---------------------- | ---------------- | ---------------- |
| Liquigas Italie        | 55 h 03 min 41 s | 55 h 03 min 41 s |
| Lampre-Fondital Italie | +                | 51 s             |
| Team CSC Danemark      |                  | 59 s             |